# 盛慧珍
盛慧珍（1953年—），中国浙江省平湖市人，生物学专家，主要从事干细胞技术方面的研究，“973”计划等中国国家重点项目首席科学家。

## 生平
20世纪70至80年代，先后就读于上海第二医科大学医疗系、上海第二医科大学免疫所（硕士）、乐卓博大学（博士）；
1989至2000年在美国國家衛生院儿童健康与人类发育研究所任研究员；
1999年9月，回到中国后，建立了上海市发育生物学重点实验室。